# La Chastra dau Vicomte
La Châtre-Langlin és un municipi francès, situat al departament de l'Indre i a la regió de Centre – Vall del Loira. L'any 2007 tenia 573 habitants.

## Demografia

### Població
El 2007 la població de fet de La Châtre-Langlin era de 573 persones. Hi havia 264 famílies, de les quals 84 eren unipersonals (20 homes vivint sols i 64 dones vivint soles), 116 parelles sense fills, 52 parelles amb fills i 12 famílies monoparentals amb fills.
La població ha evolucionat segons el següent gràfic:
Habitants censats

### Habitatges
El 2007 hi havia 433 habitatges, 272 eren l'habitatge principal de la família, 111 eren segones residències i 50 estaven desocupats. 425 eren cases i 2 eren apartaments. Dels 272 habitatges principals, 243 estaven ocupats pels seus propietaris, 24 estaven llogats i ocupats pels llogaters i 5 estaven cedits a títol gratuït; 2 tenien una cambra, 16 en tenien dues, 45 en tenien tres, 91 en tenien quatre i 118 en tenien cinc o més. 200 habitatges disposaven pel capbaix d'una plaça de pàrquing. A 122 habitatges hi havia un automòbil i a 111 n'hi havia dos o més.

### Piràmide de població
La piràmide de població per edats i sexe el 2009 era:
| Homes | Edats   | Dones |
| ----- | ------- | ----- |
| 4     | 95 o +  | 4     |
| 0     | 90 a 94 | 4     |
| 4     | 85 a 89 | 20    |
| 8     | 80 a 84 | 0     |
| 16    | 75 a 79 | 40    |
| 20    | 70 a 74 | 28    |
| 24    | 65 a 69 | 32    |
| 24    | 60 a 64 | 8     |
| 12    | 55 a 59 | 20    |
| 12    | 50 a 54 | 16    |
| 20    | 45 a 49 | 20    |
| 8     | 40 a 44 | 20    |
| 28    | 35 a 39 | 0     |
| 16    | 30 a 34 | 16    |
| 20    | 25 a 29 | 20    |
| 8     | 20 a 24 | 0     |
| 16    | 15 a 19 | 24    |
| 12    | 10 a 14 | 0     |
| 8     | 5 a 9   | 8     |
| 24    | 0 a 4   | 16    |

## Economia
El 2007 la població en edat de treballar era de 301 persones, 194 eren actives i 107 eren inactives. De les 194 persones actives 185 estaven ocupades (101 homes i 84 dones) i 9 estaven aturades (3 homes i 6 dones). De les 107 persones inactives 67 estaven jubilades, 14 estaven estudiant i 26 estaven classificades com a «altres inactius».

### Ingressos
El 2009 a La Châtre-Langlin hi havia 277 unitats fiscals que integraven 576 persones, la mediana anual d'ingressos fiscals per persona era de 14.927 €.

### Activitats econòmiques
Dels 15 establiments que hi havia el 2007, 1 era d'una empresa alimentària, 1 d'una empresa de fabricació d'altres productes industrials, 2 d'empreses de construcció, 1 d'una empresa de comerç i reparació d'automòbils, 2 d'empreses de transport, 1 d'una empresa d'hostatgeria i restauració, 1 d'una empresa d'informació i comunicació, 1 d'una empresa immobiliària, 4 d'empreses de serveis i 1 d'una empresa classificada com a «altres activitats de serveis».
Dels 4 establiments de servei als particulars que hi havia el 2009, 1 era un taller de reparació d'automòbils i de material agrícola, 1 paleta, 1 fusteria i 1 perruqueria.
L'únic establiment comercial que hi havia el 2009 era una fleca.
L'any 2000 a La Châtre-Langlin hi havia 29 explotacions agrícoles que ocupaven un total de 1.932 hectàrees.

## Equipaments sanitaris i escolars
El 2009 hi havia una escola maternal integrada dins d'un grup escolar amb les comunes properes formant una escola dispersa.

## Poblacions més properes
El següent diagrama mostra les poblacions més properes.